# تثبيط
التثبيط من الحيل النفسية وفيها يقرر الفرد بارادته ووعيه أنه لن يشبع دوافعه (يكبحها) وأنه سوف يتعايش مع عدم إشباعها، لأن إشباعها في الوقت الحاضر سيكون صعبا أو مستحيلا. وفي تعريف آخر، هو كبت المشاعر والأحاسيس والسلوكيات التي تسبب صراع وألم أو ضيق أو قد تتسبب مشاكل لدى الفرد نفسه.
فتثبيط النفس تعي بشكل عام ردعها وبشكل خاص تدعمها عن مواجهة العوائق النفسيه الّتي تنهينا عن ممارسة حياتنا بشكل طبيعي.